# Anarthrie
Die Anarthrie ist die Maximalform der Sprechstörung durch eine schwere Beeinträchtigung der Steuerung der Sprechwerkzeuge im Zentralnervensystem. Sie geht damit über die verwaschene, verplumpte und unartikulierte oder auch stimmlose (aphone) Dysarthrie hinaus, bei der ein Sprechen noch möglich ist. Obwohl die Wortkonzepte, anders als bei den Aphasien, nicht gestört sind, gelingt die Phonation und Artikulation mit einer Anarthrie überhaupt nicht. Die zugehörige Läsion (Hirninfarkt, Hirnblutung, Hirntumor etc.) kann im Bereich des lateralen Motorcortex der sprachdominanten Hemisphäre (corticale motorische Repräsentation von Zunge, Kehlkopf, Lippen etc.), den zugehörigen Bahnen oder im Hirnstamm in der Zone der Hirnnervenkerne des Nervus glossopharyngeus, Nervus vagus und/oder Nervus hypoglossus liegen.